# Arenac County
Arenac County je okres ve státě Michigan v USA. K roku 2000 zde žilo 17 269 obyvatel. Správním městem okresu je Standish. Celková rozloha okresu činí 1 763 km².

## Sousední okresy
| Růžice kompasu | Ogemaw County  |               | Iosco County | Růžice kompasu |
| Růžice kompasu | Gladwin County | Sever         |              | Růžice kompasu |
| Růžice kompasu | Gladwin County | Arenac County |              | Růžice kompasu |
| Růžice kompasu | Gladwin County | Jih           |              | Růžice kompasu |
| Růžice kompasu | Bay County     |               |              | Růžice kompasu |